# فوغيلبيرغ
فوغيلبيرغ (بالإنجليزية: Vogelberg)‏ هو أحد جبال سلسلة جبال الألب ليبونتيني ويقع في كانتون غراوبوندن/كانتون تيسينو في سويسرا. يحتل المرتبة رقم 126 في قائمة جبال سويسرا من حيث الارتفاع، إذ يبلغ ارتفاعه حوالي 3218 متر، بينما يبلغ ارتفاع نتوء الجبل 303 متر، هذا وقد سجل أول وصول لقمة الجبل عام 1864.